# Rete filoviaria di Pisa
La rete filoviaria di Pisa fu in esercizio nella città toscana dal 1952 al 1968.

## Storia
In seguito alla municipalizzazione del servizio tranviario pisano, avvenuta nel 1948, si rese necessario uno studio sull'ampliamento e il potenziamento della rete dei trasporti urbani, in quanto la rete tranviaria non era ritenuta più capace di soddisfare i bisogni di celerità e prontezza negli spostamenti.
Per ragioni di minor inquinamento rispetto all'istituzione di autolinee si optò per la creazione di una rete filoviaria: il 20 agosto 1949 il Comune aggiudicò l'appalto per l'impianto delle linee e il successivo 9 novembre fu presentato al Ministero dei trasporti il progetto per la ristrutturazione dei trasporti urbani e la loro trasformazione da tranviaria in filoviaria.
Il 20 gennaio 1952 iniziò l'esercizio provvisorio della linea filoviaria 1, cui seguì il successivo 23 aprile quello della linea 2. La rete filoviaria fu completata nel luglio 1953 con la linea 3, che sostituiva sullo stesso percorso l'omonima linea tranviaria soppressa un anno prima.
Col passare degli anni le filovie pisane non vennero sviluppate, preferendo ampliare il servizio di trasporto urbano con autolinee, che permettevano possibilità di variazioni di percorso non possibili con i filobus; inoltre le filovie non potevano superare la cintura ferroviaria cittadina, in quanto le FS non permettevano attraversamenti filoviari in piena linea.
Negli anni sessanta la rete pisana raggiunse il suo massimo sviluppo, ma con l'espansione delle periferie il filobus fu visto come un ostacolo allo sviluppo. A peggiorare la situazione l'alluvione del 4 novembre 1966 distrusse il ponte Solferino e il Lungarno Pacinotti, interrompendo i bifilari delle linee 1, 1/ e 3. Rimase quindi in esercizio la linea 2, trasformata in autolinea a partire dal 1º marzo 1968 per lavori di consolidamento del Lungarno Gambacorti. Le linee di contatto rimasero in sito ancora un anno, venendo smantellate nel 1969.

## Linee

### Rete filoviaria nel 1962[10]
- 1 (circolare destra): Stazione-Piazza Cavalieri-Duomo-Via Bonanno-Stazione
- 1/ (circolare sinistra): percorso inverso alla linea 1
- 2: Porta a Lucca-Centro-Stazione-San Marco
- 3: Porta a Piagge-Lungarni-Ponte Solferino-Stazione-Porta a Mare

## Mezzi
| Numeri sociali | Costruzione | Telaio        | Carrozzeria | Equipaggiamento elettrico | Note                                  |
| -------------- | ----------- | ------------- | ----------- | ------------------------- | ------------------------------------- |
| 101-110        | 1951        | Fiat 668F/131 | Cansa       | Marelli                   |                                       |
| 111-114        | 1954-1956   | Fiat 668F     | Pistoiesi   | Marelli                   |                                       |
| 115            | 1961        | Fiat 2411F    | Cansa       | Marelli                   | Venduto nel 1968 alla rete di Salerno |